# Corgatha sideropasta
Corgatha sideropasta là một loài bướm đêm thuộc họ Erebidae. Loài này có ở Úc.